# Láser de dióxido de carbono
El láser de dióxido de carbono (láser de CO2) es uno de los más antiguos láseres de gas desarrollado por Kumar Patel en los Laboratorios Bell en 1964, Los láseres de dióxido de carbono en modo continuo tienen una alta potencia y son fácilmente accesibles. También son muy eficaces; la ratio potencia de bombeo (el poder de excitación) vs potencia de salida alcanza el 20 %. Gracias a estas características tienen muchas aplicaciones prácticas.

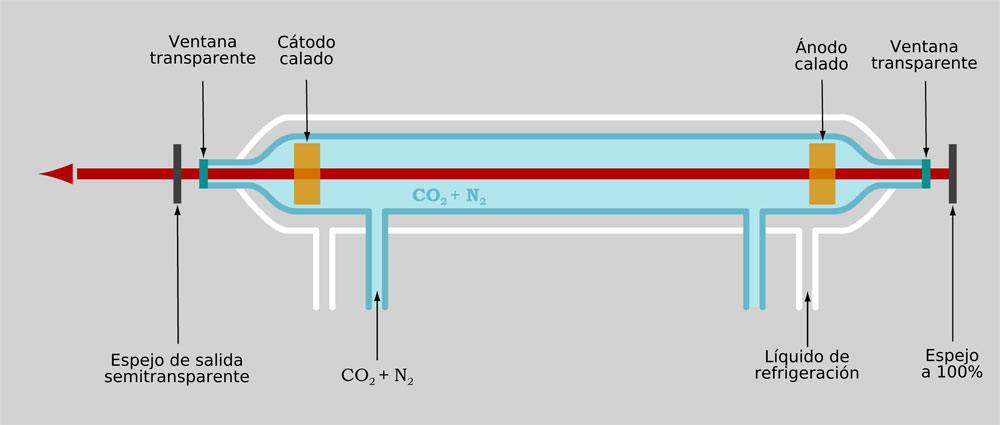
Esquema principal de un láser de (CO_{2}).

Los láseres de CO2 emiten en IR; su banda de longitud de onda principal está comprendida entre 9,4 y 10,6 μm).

## Elementos básicos de un láser

Ejemplo de dispositivo de emisión láser típico:
1. Medio activo con ganancia óptica
2. Energía de bombeo para el láser
3. Espejo de alta reflectancia
4. Espejo de acoplamiento o salida
5. Emisión del haz láser

Un láser típico consta de tres elementos básicos de operación. Una cavidad óptica resonante, en la que la luz puede circular, que consta habitualmente de un par de espejos de los cuales uno es de alta reflectancia (cercana al 100%) y otro conocido como acoplador, que tiene una reflectancia menor y que permite la salida de la radiación láser de la cavidad.
Dentro de esta cavidad resonante se sitúa un medio activo con ganancia óptica, que puede ser sólido, líquido o gaseoso (habitualmente el gas se encontrará en estado de plasma parcialmente ionizado) que es el encargado de amplificar la luz. Para poder amplificar la luz, este medio activo necesita un cierto aporte de energía, llamada comúnmente bombeo.
Este bombeo es generalmente un haz de luz (bombeo óptico) o una corriente eléctrica (bombeo eléctrico)adicionamiento
usa a emisión estimulada para desencadenar una avalancha de fotones coherentes.

## Amplificación
El medio amplificador es un gas - refrigerado por un circuito de agua en el caso de grandes potencias - en el que se produce una descarga eléctrica. El gas usado en el tubo de descarga está formado por:
- Dióxido de carbono CO2 , de 10 a 20%;
- Nitrógeno N2, de 10 a 20%
- Hidrógeno H2 y / o Xenón (Xe), un pequeño porcentaje, por lo general en un tubo cerrado;
- Helio (He) en cantidad suficiente para completar.

Las proporciones varían en función del tipo o tipos de láseres que se requieren.
La inversión de población en el láser se realiza según la siguiente secuencia:
1. la colisión con un electrón induce un estado excitado vibratorio en el nitrógeno. Como el nitrógeno es una molécula homonuclear[3] no pierde su energía por la emisión de un fotón y por lo tanto sus niveles de excitación vibratoria son metaestables y tienen un gran periodo de vida;
2. la transferencia de la energía de colisión entre el nitrógeno y el dióxido de carbono induce una excitación vibratoria del dióxido de carbono con la suficiente energía para impulsar la inversión de población deseada para el funcionamiento del láser;
3. las moléculas permanecen en un estado excitado inferior. El retorno a su estado fundamental se hace mediante las colisiones con los átomos de helio frío. Los átomos de helio excitado por el choque deben ser enfriado para mantener su capacidad de producir una inversión de población de las moléculas de dióxido de carbono. En los láseres de ampolla sellada, la refrigeración se realiza por intercambio de calor cuando los átomos de helio rebotan en la pared fría de la ampolla. En el caso de láser de flujo, un flujo continuo de CO2 y N 2 es excitada por la descarga y la mezcla de gas caliente es evacuada a continuación por una bomba.

## Tecnología
Dado que los láseres de CO2 emiten en el infrarrojo, su fabricación requiere de materiales específicos. Tradicionalmente, los espejos son de tipo multicapa fabricados en silicio, en molibdeno o en oro. Las ventanas y las lentes son de germanio o seleniuro de zinc. Para potencias superiores se prefieren espejos de oro y las ventanas de seleniuro de zinc. Se pueden incluso encontrar ventanas y espejos de diamante. Las ventanas de diamante son muy caras, pero su buena conductividad térmica asociada a su dureza los hace muy valiosos cuando se necesita alta potencia o en ambientes muy sucios. Los elementos ópticos de diamante incluso puede ser lijados, sin alterar sus propiedades ópticas. En su origen las ventanas y los espejos se fabricaban de sal, cloruro de sodio (NaCl) o cloruro de potasio (KCl). Aunque estos materiales son muy baratos, se abandonó su empleo debido a su alta sensibilidad a la humedad.
El tipo más simple de láser de CO2 es un tubo de descarga cerrada, con una mezcla de gases como se describió anteriormente, con un espejo al 100% en un lado y un semi-espejo transparente recubierto de seleniuro de zinc en la salida lateral. La reflectividad del espejo de salida es de 5 a 15%.
Los láseres de CO2 suministran potencias que van desde varios milivatios (mW) a varios cientos de kilovatios (kW). El láser de CO2 puede ser fácilmente conmutado (Q-switching), utilizando un espejo giratorio o con un conmutador opto-electrónico dando lugar a una potencia máxima de hasta GW.
Las transiciones se hacen en realidad en las bandas de vibración y rotación molecular de una molécula lineal triatómica, se puede seleccionar la estructura de rotación de las bandas Ku y R con la ayuda de un sistema de afinación en la cavidad óptica. Ya que los materiales transparentes en el infrarrojo causa importantes pérdidas, se utilizan casi siempre como un sistema de afino de la frecuencia de red de difracción. Al girar la red se puede aislar una línea espectral rotativa particular de las transiciones electrónicas. También se puede usar un interferómetro Fabry-Pérot y así obtener una línea muy fina. En la práctica esto significa que un continuo de líneas espectroscópicas separadas por alrededor de 1 cm-1 (30 GHz), junto con la sustitución isotópica, puede ser utilizado en una superficie de entre 880 à 1090 cm-1. Esta capacidad de los láseres de CO2 de poder alinearse se utiliza principalmente en la investigación.

## Tipos
Existen diversos tipos de láser de dióxido de carbonoː
- Láser de tubo selladoː en este caso, el orificio del láser se halla en un tubo sellado.
- Láser de placas refrigeradasː el dióxido de carbono se encuentra entre un par de electrodos, por lo que tiene una mayor cantidad de kW de salida y más potencia.
- Láser de flujo axialː este tipo de láser  tiene una potencia de onda continua y no se recalienta.
- Láser TEAː este láser tiene una presión de gas muy alta, aunque por debajo de los 100w.[5]

## Aplicaciones

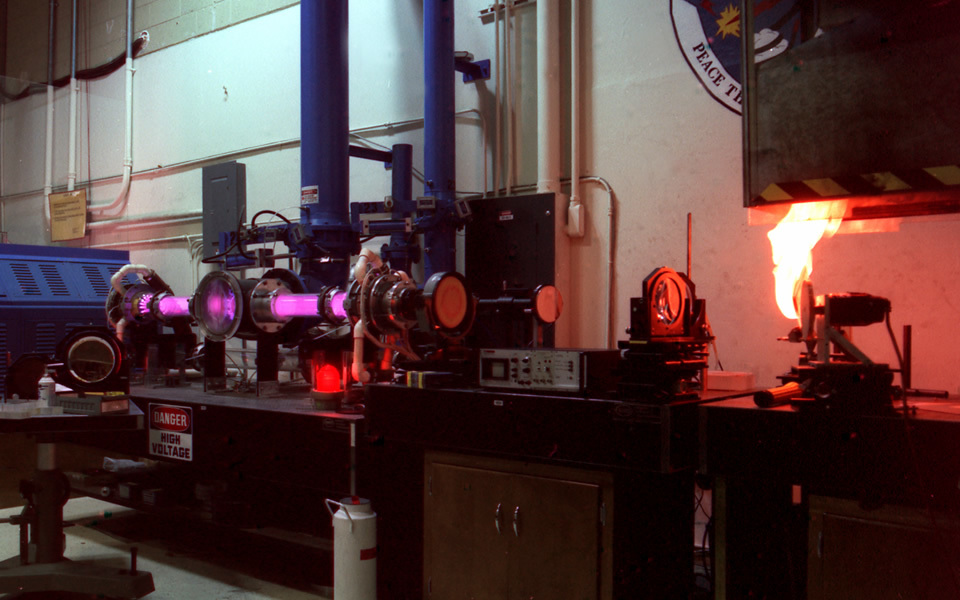
Un objetivo experimental es vaporizado y luego quemado por un láser de dióxido de carbono de una potencia de unas pocas decenas de kilovatios.

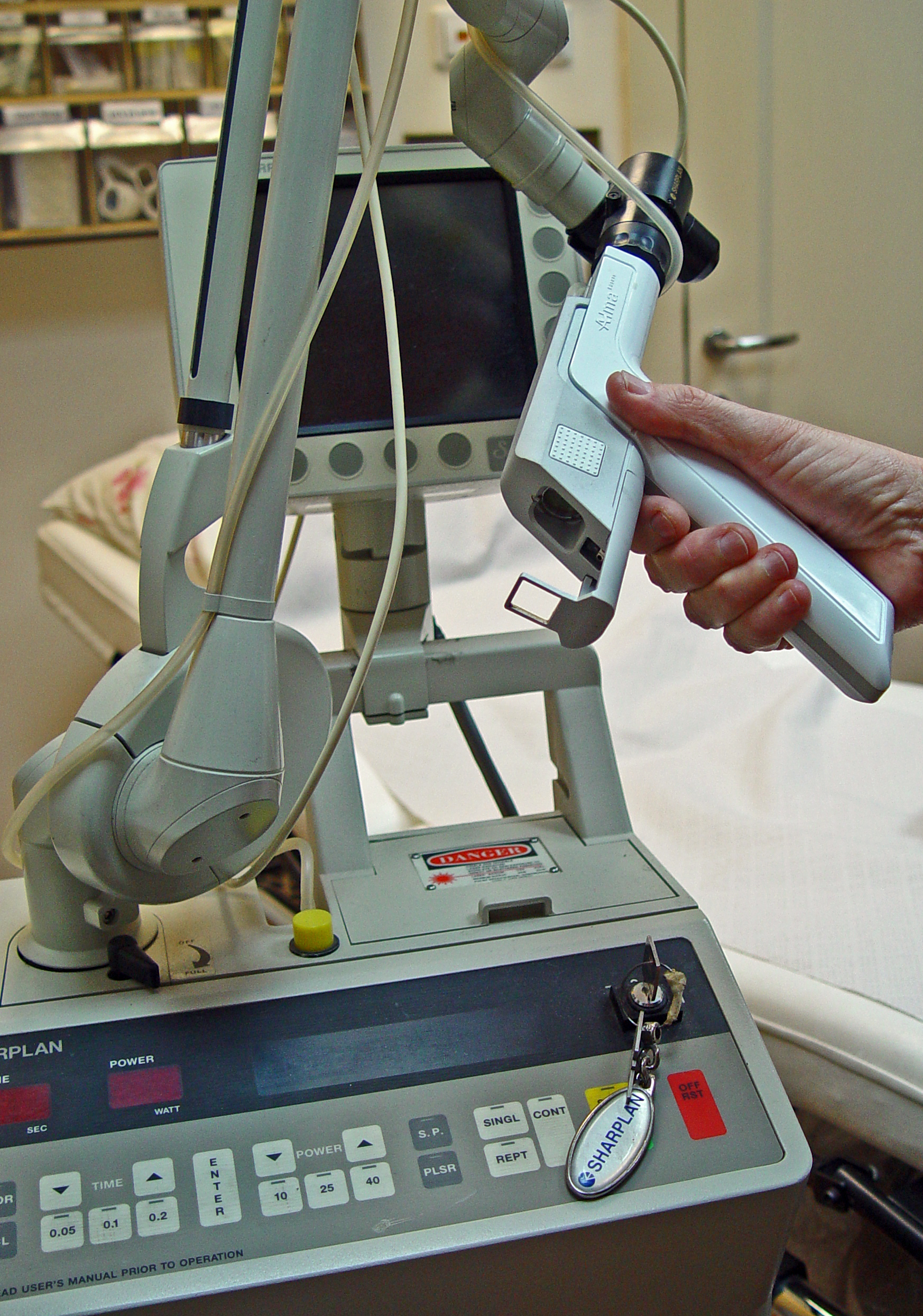
Un láser de dióxido de carbono para uso médico.

Dado la alta potencia combinada con un coste razonable, los láseres de CO2 se utilizan comúnmente en la industria para el corte y la soldadura, y, con menos potencia, para el grabado. También se utilizan en cirugía porque trabajan en una longitud de onda muy bien absorbida por el agua, y por lo tanto por los tejidos vivos (cirugía láser, alisando la piel, ritidectomía - que es esencialmente quemar en la piel para estimular la formación de colágeno - y en la dermoabrasión). 
Como la atmósfera terrestre es particularmente transparente al infrarrojo, los láser de CO2 también se utilizan para fines militares (telemetría), usando técnicas de LIDAR.